# Bellum omnium contra omnes
Bellum omnium contra omnes és una locució llatina que significa "la guerra de tots contra tots", és la descripció que Thomas Hobbes dona a l'existència humana en les seves obres De Cive (1642) i Leviatan (1651). Hobbes sosté que l'estat natural dels humans és un "tots contra tots". Però la humanitat, per a evitar tal condició, opta per un contracte social, abdicant de certes llibertats a canvi d'una convivència pacífica en societat.